# Drosophila endobranchia
Drosophila endobranchia este o specie de muște din genul Drosophila, familia Drosophilidae, descrisă de Carson și Wheeler în anul 1968. Conform Catalogue of Life specia Drosophila endobranchia nu are subspecii cunoscute.